# Psilurus
Festuca incurva, псилурус — це вид квіткової рослини родини Злакові, що походить із Середземномор'я до Центральної Азії та Пакистану.
Коли його відокремили в монотипний рід Psilurus як Psilurus incurvus, це був єдиний вид.Зараз різноманіття розширене.

## Таксономія
Вперше вид був описаний Антуаном Гуаном у 1762 році як Nardus incurva. У 1913 році його було перенесено до роду Psilurus як єдиний вид Psilurus incurvus . У 2014 році його було передано Festuca, розміщення, прийняте Plants of the World Online станом на листопад 2024 року.
Належить до Еукаріотів, царства Рослин, клада Судинні рослини, клада Покритонасінні, клада Однодольні, клада Комелініди, порядок Тонконогоцвіті.

## Поширення
Festuca incurva має широке поширення. Його батьківщиною є південно-західна Європа(Балеарські острови , Корсика , Франція, Португалія, Сардинія та Іспанія), південно-східна Європа (Албанія, Болгарія, Греція, Італія, Крит, Румунія, Сицилія, європейська Туреччина та колишня Югославія), Північна Африка (Алжир, Лівія, Марокко, Туніс), Західна Азія (Афганістан, Кіпр, Східно-Егейські острови, Іран, Ірак, Ліван — Сирія, Палестина і Туреччина), Кавказ, Україна (Крим), Пакистан і Центральна Азія (Таджикистан і Узбекистан). Він був завезений до Німеччини та частини Австралії.

## Різноманітність
- Asparagus psilurus
- Dorstenia psilurus

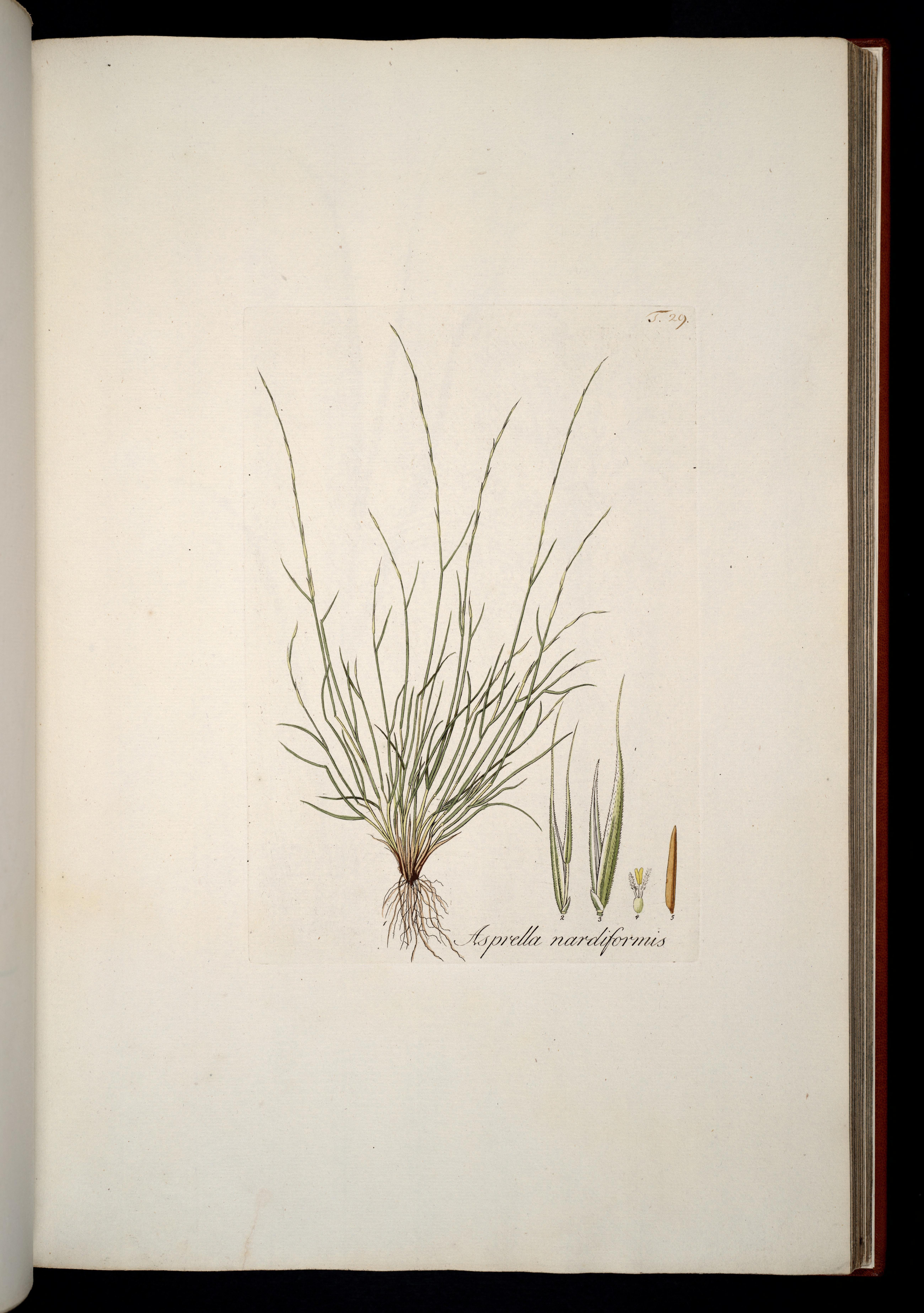
Псилурум інкурвус

- Dorstenia psilurus var. brevicaudata
- Dorstenia psilurus var. subintegrifolia
- Psilurus hirtellus
- Psilurus nardoides
- Psilurus aristatus f. hirtellus та ін.[2]